# 显义桥
31°34′28″N 120°17′19″E / 31.57454°N 120.28862°E

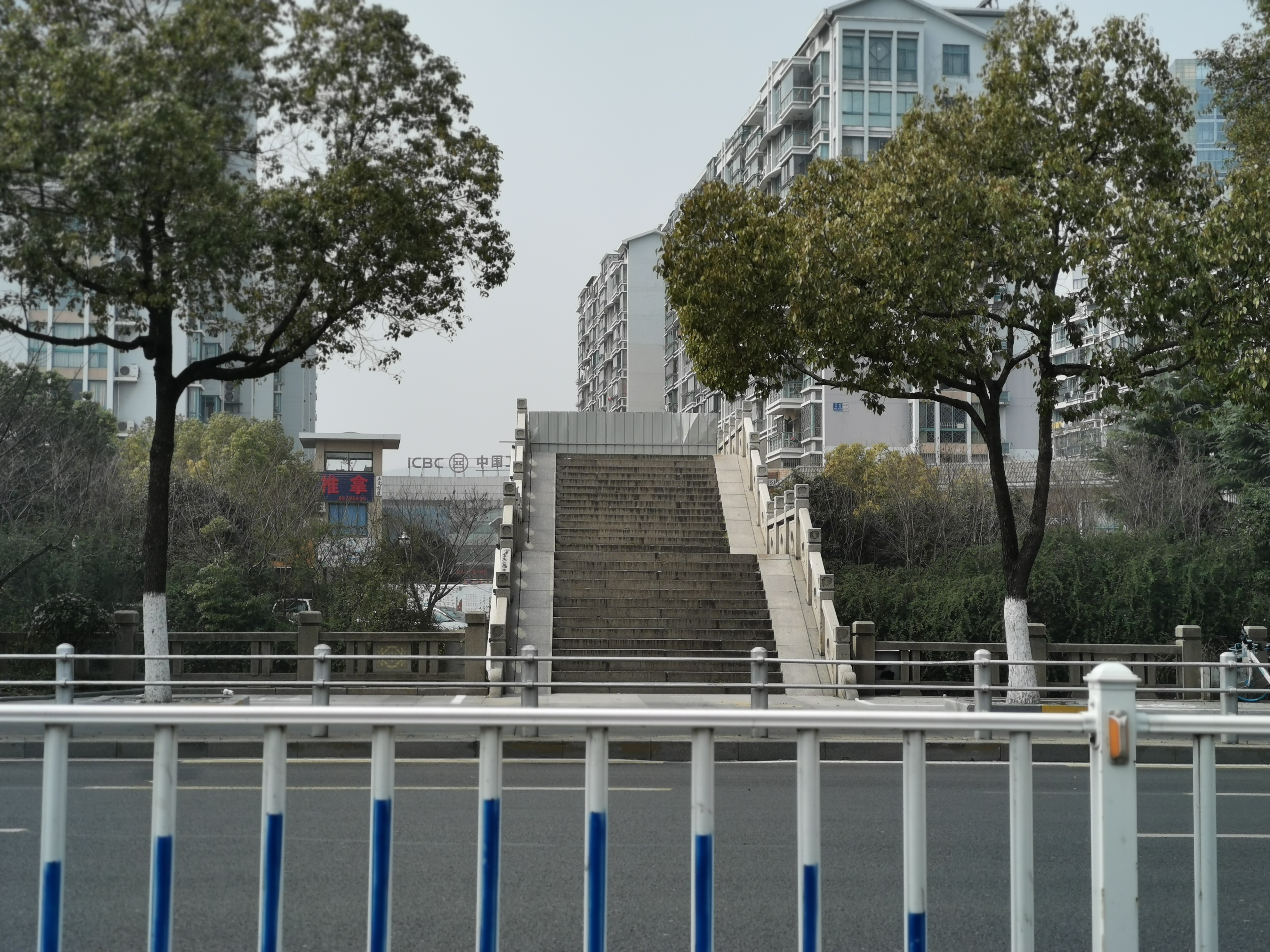
从解放路上看显义桥

显义桥，是位于中华人民共和国江苏省无锡市梁溪区的一座大桥，跨京杭大运河支流、无锡环城河。

## 特点
显义桥位于西门桥以南260米的环城河上，俗称棚下街桥，东与解放西路相接，西链接五爱家园。为三跨桥、以金山石装饰。2004年建成。在显义桥与西门桥中间走廊建有“《溪山渔隐图》石刻长廊”。